# Het beste moet nog komen (single)
Het beste moet nog komen is een Nederlandstalig nummer van de Belgische actrice-zangeres Pommelien Thijs. Het nummer werd op eind februari 2024 uitgebracht in België en werd een radio-hit. Het nummer werd gekozen als MNM-Big Hit, en kwam een week later meteen binnen op de eerste plaats in Ultratop 50. Het werd zo haar vierde nummer 1-hit.
De single maakt deel uit van de sensibiliseringscampagne van de VRT omtrent het gebruik van de smartphone op de fiets, of bellen in de auto. De videoclip gaat over een meisje, gespeeld door Pommelien, dat wordt aangereden op haar fiets doordat ze is afgeleid door haar gsm. Ze ziet momenten die ze had kunnen beleven aan haar voorbij gaan. En op dat moment beseft ze dat ze die nooit zal meemaken. Uiteindelijk eindigt het meisje haar leven op het koude asfalt. 
Pommelien bracht het nummer voor het eerst live tijdens haar Entertainment Tour in de Ancienne Belgique. Het nummer kreeg de MIA voor Hit van het jaar. De derde keer dat ze de award mee naar huis nam. Thijs was ook nog genomineerd voor de videoclip van het nummer. 

## Hitnoteringen

### Ultratop 50 Vlaanderen
| Positie: | 1 | 4 | 5 | 5 | 5 | 6 | 6 | 8 | 9 | 16 | 16 | 23 | 18 | 28 | 29 | 48 | uit |